# Доктор Кто (12-й сезон)
Двенадцатый сезон британского научно-фантастического телесериала «Доктор Кто» выходил с 1 января по 1 марта 2020 года. Это второй сезон под руководством Криса Чибнелла в качестве главного сценариста и исполнительного продюсера вместе с другим исполнительный продюсером Мэттом Стривенсоном, двенадцатый сезон с момента возрождения сериала в 2005 году и тридцать восьмой в целом. Серии выходили по воскресеньям (за исключением первой), что является продолжением нового тренда с 11-го сезона, до которого серии выходили по субботам. После сезона в 2021 году вышел новогодний спецвыпуск «Революция далеков».
Джоди Уиттакер вернулась на второй сезон в роли Тринадцатого Доктора, инкарнации Доктора, инопланетянина-Повелителя времени, который путешествует сквозь время и пространство в ТАРДИС, которая снаружи выглядит как старая британская полицейская будка. Также в главных ролях спутников Доктора Грэма О’Брайена, Райана Синклера и Ясмин Хан — Брэдли Уолш, Тосин Коул и Мандип Гилл. В
этом сезоне Тринадцатый Доктор и её спутники встречают новую инкарнацию Мастера, происходит разрушение Галлифрея, возвращается Джек Харкнесс, появляются неизвестная инкарнация Доктора, киберлюди и раскрывается тайна «Вечного дитя».
Десять эпизодов сезоны сняты режиссёрами Джейми Магнусом Стоуном, Ли Хейвеном Джонсом, Нидой Манзур и Эммой Салливан. Помимо Чибнелла, который написал четыре сценария и являлся соавтором ещё трёх, сценаристами были Эд Хайм, Пит Мактай и Виней Патель, которые вернулись с прошлого сезона, а также Нина Метивье, Максин Алдертон и Шарлин Джеймс. Съёмки начались в январе 2019 года и завершились в ноябре 2019 года. Сезон получил самые низкие рейтинги просмотров возрождения сериала, но в основном положительные отзывы от критиков.

## Эпизоды
Двенадцатый сезон впервые с десятого включал в себя истории из двух частей и впервые с девятого сезона — более одной истории из двух частей. «Спайфолл» — первая история из двух частей, которая не использует индивидуальные названия для каждого эпизода с серии «Конец времени» (2009—2010).
| Номер истории в сериале | Номер эпизода в сезоне | Название                                                    | Режиссёр            | Сценарист                  | Зрители (в млн) | Индекс оценки (из 100) | Дата выхода в эфир |
| --- | ---------------------- | ----------------------------------------------------------- | ------------------- | -------------------------- | --------------- | ---------------------- | ------------------ |
| 288a | 1                      | «Спайфолл. Часть 1» «Spyfall, Part 1»                       | Джейми Магнус Стоун | Крис Чибнелл               | 6,89            | 82                     | 1 января 2020      |
| Доктора, Яс, Грэма и Райана вызывает в МИ-6 её руководитель С для исследования таинственных смертей. Единственной зацепкой является Дэниел Бартон, гендиректор медиа-компании. Доктор связывается с агентом О, кому поручено следить за внеземной активностью. Пришелец касаавин убивает C, но Доктор и её спутники сбегают. Яс и Райан изучают Бартона, который приглашает их на свой день рождения. Грэм и Доктор находят О в австралийской глуши. Обе группы встречают касаавинов, и Доктору удаётся поймать одного из них и узнать о их злобных намерениях. Проникнув вместе с Райаном в офис Бартона, Яс оказывается захвачена касаавином, и пойманный Доктором касаавин меняется местами с Яс. Команда вместе с О отправляется к Бартону на вечеринку. После конфронтации с Доктором Бартон пытается бежать, и Доктор со спутниками следуют за ним на мотоциклах до личного самолёта Бартона. После того как они запрыгнули на борт, О раскрывает, что он является Мастером и всё время управлял Бартоном и касаавинами. На борту взрывается бомба, Мастер сбегает, а Доктора уносит один из пришельцев, оставляя её спутников на падающем самолёте. |                        |                                                             |                     |                            |                 |                        |                    |
| 288b | 2                      | «Спайфолл. Часть 2» «Spyfall, Part 2»                       | Ли Хейвен Джонс     | Крис Чибнелл               | 6,07            | 82                     | 5 января 2020      |
| В измерении пришельцев Доктор встречает Аду Лавлейс, и их обеих переносит в 1834 год. Доктор призывает к себе касаавина в надежде, что тот отправит её обратно в XXI век, но Ада вдруг присоединяется к ней. В настоящем времени Райан узнаёт, как посадить самолёт, благодаря записи Доктора. Из-за Бартона спутники Доктора становятся беглецами. Доктор и Ада случайным образом приземляются в Париже во время Второй мировой войны, и их спасает Нур Инайят Хан. Мастер отслеживает Доктора, притворившись нацистом. Мастер заявляет, что Галлифрей уничтожен, после чего Доктор раскрывает Мастера перед нацистами и сбегает вместе с Адой и Нур в настоящее время, используя ТАРДИС Мастера. На конференции Бартон рассказывает, что касаавины перепишут ДНК человечества. Мастер появляется, чтобы убедиться в запуске устройства, чего не происходит. Доктор раскрывает ложь Мастера касаавинам, и те забирают его с собой, когда они вынуждены вернуться в своё измерение. Доктор посещает разрушенный Галлифрей и узнаёт из его записи, что планета уничтожена им и их жизни построены на лжи.                                                   |                        |                                                             |                     |                            |                 |                        |                    |
| 289 | 3                      | «Сирота-55» «Orphan 55»                                     | Ли Хейвен Джонс     | Эд Хайм                    | 5,38            | 77                     | 12 января 2020     |
| Решив, что всем на пользу пойдёт отпуск, Доктор отвозит Грэма, Ясмин и Райана на роскошный курорт для отдыха и расслабления. Однако они узнают, что это место скрывает немало смертельных тайн. Что за свирепые монстры нападают на спа-курорт «Безмятежность»? |                        |                                                             |                     |                            |                 |                        |                    |
| 290 | 4                      | «Ночь ужасов Николы Теслы» «Nikola Tesla’s Night of Terror» | Нида Манзур         | Нина Метивье               | 5,2             | 79                     | 19 января 2020     |
| 1903 год. Что-то не так с генератором Николы Теслы на краю Ниагарского водопада. Кто или что препятствует работе инакомыслящего изобретателя? Действительно ли он получил сообщение с Марса? И как вписывается в эти события его великий соперник Томас Эдисон? Доктор, Яс, Райан и Грэм должны объединить свои силы с одним из величайших умов в истории, чтобы спасти и его, и планету Земля. |                        |                                                             |                     |                            |                 |                        |                    |
| 291 | 5                      | «Беглец джудунов» «Fugitive of the Judoon»                  | Нида Манзур         | Виней Патель Крис Чибнелл  | 5,57            | 83                     | 26 января 2020     |
| Ко Шо Бло! Жестокая космическая полиция джудунов нацелились на 21-вековый Глостер. Доктор, Яс, Райан и Грэм спешат обратно на Землю, чтобы не дать им нанести ущерб кафедральному городу. Но кого они разыскивают, и что навлекло гнев джудунов? |                        |                                                             |                     |                            |                 |                        |                    |
| 292 | 6                      | «Праксей» «Praxeus»                                         | Джейми Магнус Стоун | Пит Мактай Крис Чибнелл    | 5,22            | 78                     | 2 февраля 2020     |
| Что связывает пропавшего астронавта в Индийском океане, странное поведение птиц в Перу и американского офицера флота, выброшенного на берег Мадагаскара? Команда ТАРДИС берётся за расследование. |                        |                                                             |                     |                            |                 |                        |                    |
| 293 | 7                      | «Вы меня слышите?» «Can You Hear Me?»                       | Эмма Салливан       | Шарлин Джеймс Крис Чибнелл | 4,9             | 78                     | 9 февраля 2020     |
| Что-то преследует Доктора и её друзей от древней Сирии до Шеффилда наших дней и далее в глубины космоса. Когда Грэм, Яс и Райан возвращаются домой, чтобы повидать родных и близких, они сталкиваются с разными приключениями. Что за личность зовёт на помощь с далёких звёзд и почему? И что за страшные чагаски терроризируют Алеппо в 1380 году? В поисках ответов команда ТАРДИС приступают к миссии, которая вынуждает их встретиться с самыми потаёнными страхами. |                        |                                                             |                     |                            |                 |                        |                    |
| 294 | 8                      | «Призраки виллы Диодати» «The Haunting of Villa Diodati»    | Эмма Салливан       | Максин Алдертон            | 5,07            | 80                     | 16 февраля 2020    |
| Доктор и её банда прибывают в 1816 год на виллу Диодати у Женевского озера в ночь, вдохновившую Мэри Шелли на Франкенштейна. План проведения вечера — погрузиться в атмосферу в присутствии великих писателей, но призраки оказываются чересчур настоящими, и Доктор вынуждена принять решение запредельной масштабности. |                        |                                                             |                     |                            |                 |                        |                    |
| 295a | 9                      | «Вознесение киберлюдей» «Ascension of the Cybermen»         | Джейми Магнус Стоун | Крис Чибнелл               | 4,99            | 81                     | 23 февраля 2020    |
| Последствия Великой кибервойны. Доктор отправляется в далёкое будущее в намерении защитить остатки человечества от убийственных киберлюдей. Но оказавшись перед лицом столь безжалостного врага, не поставила ли она своих друзей под угрозу? Какие ужасы скрываются в далях космоса, и что такое Ко Шармус? |                        |                                                             |                     |                            |                 |                        |                    |
| 295b | 10                     | «Вечные дети» «The Timeless Children»                       | Джейми Магнус Стоун | Крис Чибнелл               | 4,69            | 82                     | 1 марта 2020       |
| Киберлюди наступают и охотятся на последних оставшихся людей, и Грэм, Райан и Яс должны выжить в ужасной борьбе. Цивилизации крушатся. Другие вновь восходят. Лжи вскрываются, правды вылезают наружу, битвы развёртываются, а Доктор оказывается одна в ловушке. |                        |                                                             |                     |                            |                 |                        |                    |
| Специальный новогодний выпуск (2021) |                        |                                                             |                     |                            |                 |                        |                    |
| 296 | —                      | «Революция далеков» «Revolution of the Daleks»              | Ли Хейвен Джонс     | Крис Чибнелл               | 6,36            | 79                     | 1 января 2021      |
| Доктор заперта в космической тюрьме строгого режима. Одна, изолирована, без надежды на побег. Далеко от неё, на Земле, её лучшим друзьям, Яс, Райану и Грэму приходится возвращаться к своей жизни без неё. Но не всё так просто. Старые привычки дают о себе знать. Особенно когда выясняется, что назревает тревожащий план, который включает в себя далека. Как бороться с далеком без Доктора? |                        |                                                             |                     |                            |                 |                        |                    |

## Актёры
Сезон стал вторым для Джоди Уиттакер в роли Тринадцатого Доктора. Брэдли Уолш, Тосин Коул и Мандип Гилл также вернулись к ролям Грэма О’Брайена, Райана Синклера и Ясмин Хан.
Стивен Фрай и Ленни Генри появились в премьере сезона — двухсерийной истории «Спайфолл». Саша Дхаван появился в первом эпизоде без официального объявления, и в конце серии оказалось, что он играет Мастера. Горан Вишнич и Роберт Гленистер сыграли Николу Теслу и Томаса Эдисона в серии «Ночь ужасов Николы Теслы» В этой же серии роль королевы Скитры исполнила Анджли Мохиндра, которая ранее играла Рани Чандру в спин-оффе «Доктора Кто» «Приключения Сары Джейн»
Джон Барроумэн вернулся к роли Джека Харкнесса в сериях «Беглец джудунов» и «Революция далеков». Это его первое появление в сериале с серии «Конец времени» в 2010 году. Джо Мартин появилась в роли ранее неизвестной инкарнации Доктора в серии «Беглец джудунов». Джудунов озвучил Николас Бриггс.
Шэрон Д. Кларк вернулась к роли Грейс, покойной жены Грэма, в серии «Вы меня слышите?». Максим Болдри сыграл в серии «Призраки виллы Диодати» доктора Джона Полидори. В той же серии в роли лорда Байрона появился Джейкоб Коллинс-Леви. Джули Грэм, Иэн Макэлхинни и Стив Туссэн появились в двухсерийном финале сезона «Вознесение киберлюдей» / «Вечные дети».
«Революция далеков» стала последней серией для Уолша и Коула. Крис Нот вернулся к роли Джека Робертсона из серии «Арахниды в Великобритании» (2018), а также в этой серии появилась Гарриет Уолтер.

## Производство

### Разработка
В апреле 2015 года Стивен Моффат подтвердил, что «Доктор Кто» будет продолжаться ещё как минимум пять лет, то есть до 2020 года. В мае 2017 года было объявлено, что из-за сделки между BBC Worldwide and Shanghai Media Group Pictures в Китае, у SMG есть преимущественное право над будущим сериала по 15-й сезон на китайском рынке.
Крис Чибнелл вернулся в качестве шоураннера сериала, которым он стал после ухода Стивена Моффата с концом 10-го сезона. Мэтт Стривенс также вновь стал исполнительным продюсером вместе с Чибнеллом.

### Написание сценариев
Эд Хайм (написавший предпоследний эпизод предыдущего сезона) написал сценарий к эпизоду «Сирота-55». Нина Метивье, которая была редактором сценариев в предыдущем сезоне, стала сценаристом серии «Ночь ужасов Николы Теслы». В ноябре 2019 года Doctor Who Magazine раскрыл имена сценаристов 12-го сезона: Винея Пателя, Пита Мактая, Максин Алдертон и Шарлин Джеймс, а также Хайма, Метивье и Чибнелла. Чибнелл написал четыре эпизода и стал соавтором ещё трёх. В статье Radio Times Чибнелл подтвердил возвращение двухсерийных историй в 12-м сезоне

### Изменения в оформлении
В двенадцатом сезоне были изменения в оформлении ТАРДИС. Изменения включали модификацию колонны над временным ротором, обновление прохода к двери ТАРДИС, появление лестницы и модификацию центральной консоли. Эти изменения были внесены художником-постановщиком Даффидом Шурмером. Некоторые эпизоды имели сцены перед начальными титрами, что в возрождённом сериале постоянно использовалось, но в 11-м сезоне полностью отсутствовало.

### Съёмки
Согласно художнику по костюмам Рэю Холману, двенадцатый сезон был в предпроизводстве в ноябре 2018 года. К 17 ноября Би-би-си подтвердила, что началось производство 12-го сезона. Джейми Магнус Стоун, который ранее снял мини-эпизод к 50-летию сериала «Последний день», стал режиссëром первого блока, состоящего из первого и шестого эпизодов сезона. Ли Хейвен Джонс снял второй и третий эпизоды во втором блоке. Нида Манзур — режиссёр третьего блока из пятого и шестого эпизодов. Эмма Салливан сняла четвёртый блок из седьмого и восьмого эпизодов Stone directed the fifth block of the ninth and tenth episodes..
23 января 2019 года начались съёмки, в Южно-Африканской Республике,, прошли в Западно-Капской провинции, Хопфилде, на горе Лайонс-Хед и у памятника языку африкаанс и завершились 7 февраля. Между февралём и октябрём 2019 года съёмки прошли в Кардиффе и Уэльсе. Съмки также прошли на Тенерифе Gloucester, и в Мертир-Мауре. Съёмки сезона завершились 19 ноября 2019 года.
Новогодний спецвыпуск 2021 года «Революция далеков» была снята режиссёром Ли Хейвеном Джонсом. В апреле 2020 года Чибнелл подтвердил, что постпроизводство серии «Революция далеков» продолжалось в удалённом формате из-за пандемии COVID-19.
| Блок | Эпизод(ы)                  | Режиссёр            | Сценарист(ы)                 | Продюсер     |
| ---- | -------------------------- | ------------------- | ---------------------------- | ------------ |
| 1    | «Спайфолл. Часть 1»        | Джейми Магнус Стоун | Крис Чибнелл                 | Никки Уилсон |
| 1    | «Праксей»                  | Джейми Магнус Стоун | Пит Мактай и Крис Чибнелл    | Никки Уилсон |
| 2    | «Спайфолл. Часть 2»        | Ли Хейвен Джонс     | Крис Чибнелл                 | Алекс Мерсер |
| 2    | «Сирота-55»                | Ли Хейвен Джонс     | Эд Хайм                      | Алекс Мерсер |
| 3    | «Ночь ужасов Николы Теслы» | Нида Манзур         | Нина Метивье                 | Никки Уилсон |
| 3    | «Беглец джудунов»          | Нида Манзур         | Виней Патель и Крис Чибнелл  | Никки Уилсон |
| 4    | «Вы меня слышите?»         | Эмма Салливан       | Шарлин Джеймс и Крис Чибнелл | Алекс Мерсер |
| 4    | «Призраки виллы Диодати»   | Эмма Салливан       | Максин Алдертон              | Алекс Мерсер |
| 5    | «Вознесение киберлюдей»    | Джейми Магнус Стоун | Крис Чибнелл                 | Никки Уилсон |
| 5    | «Вечные дети»              | Джейми Магнус Стоун | Крис Чибнелл                 | Никки Уилсон |
| X    | «Революция далеков»        | Ли Хейвен Джонс     | Крис Чибнелл                 | Алекс Мерсер |

## Выход

### Рекламная кампания
21 ноября 2019 года был опубликован постер 12-го сезона. Первый трейлер сезона вышел 23 ноября 2019 года, на 56-летие сериала. 2 декабря 2019 года вышел ещё один трейлер вышел и объявлена дата премьеры. Сеть магазинов «Forbidden Planet» каждую неделю выпускала футболки, соответствовавшие эпизоду недели. Два новых трейлера были выпущены посреди сезона 20 января и 7 февраля 2020 года.

### Показ
После финала 11-го сезона Би-би-си подтвердила, что 12-й сезон выйдет «очень рано» в 2020 году. 2 декабря 2019 года Би-би-си подтвердила, что сезон стартует 1 января 2020 года. 12-й сезон выходил по воскресеньям (кроме первого эпизода, вышедшего в среду), что продолжило формат предыдущего сезона, в то время как все остальные сезоны возрождённого сериала выходили по субботам.
Серия из двух частей «Спайфолл» вышла в США в кинотеатрах 5 января 2020 года. После сезона в 2021 году вышел новогодний спецвыпуск «Революция далеков».

### DVD и Blu-ray
Двенадцатый сезон в регионе 2 вышел 4 мая 2020 года. В набор был включён новогодний спецвыпуск 2019 года «Решение».
| Название                                                                            | Количество и продолжительность эпизодов | Дата выхода в R2/B | Дата выхода в R4/B | Дата выхода в R1/A |
| ----------------------------------------------------------------------------------- | --------------------------------------- | ------------------ | ------------------ | ------------------ |
| Doctor Who: The Complete Twelfth Series (включает серию «Решение» в регионах 2 и 4) | 7 × 50 мин. 3 × 60 мин. 1 × 65 мин.     | 4 мая 2020         | 3 июня 2020        | 9 июня 2020        |
| Doctor Who: «Revolution of the Daleks»                                              | 1 x 71 мин.                             | 25 января 2021     | 24 марта 2021      | 2 марта 2021       |

## Отзывы

### Рейтинги
Сезон получил на момент выхода самые низкие рейтинги по просмотрам с момента возрождения сериала в 2005 году и содержит шесть из десяти самых низких по просмотрам эпизодов всего сериала. Средний рейтинг сезона составил 5,4 миллионов зрителей в Великобритании. Финал сезона стал наименее просматриваемым эпизодом сериала с 2005 года с показателем 4,69 миллионов зрителей. Рейтинг Нильсена на телеканале BBC America на ключевую аудиторию, людей в возрасте от 18 до 34, упал на 52,5 % по сравнению с прошлым сезоном до 0,13.
| №  | Название                   | Дата выхода в эфир | Дневной рейтинг | Дневной рейтинг | Консолидированный рейтинг | Консолидированный рейтинг | Всего зрителей (млн) | Зрителей за 28 дней (млн) | Индекс оценки | Ссылки              |
| №  | Название                   | Дата выхода в эфир | Зрителей (млн)  | Место           | Зрителей (млн)            | Место                     | Всего зрителей (млн) | Зрителей за 28 дней (млн) | Индекс оценки | Ссылки              |
| -- | -------------------------- | ------------------ | --------------- | --------------- | ------------------------- | ------------------------- | -------------------- | ------------------------- | ------------- | ------------------- |
| 1  | «Спайфолл. Часть 1»        | 1 января 2020      | 4,88            | 2               | 2,01                      | 8                         | 6,886                | 7,396                     | 82            | [ 3 ] [ 71 ] [ 72 ] |
| 2  | «Спайфолл. Часть 2»        | 5 января 2020      | 4,6             | 5               | 1,47                      | 16                        | 6,072                | 6,694                     | 82            | [ 3 ] [ 71 ] [ 73 ] |
| 3  | «Сирота-55»                | 12 января 2020     | 4,19            | 5               | 1,19                      | 25                        | 5,376                | 5,889                     | 77            | [ 3 ] [ 71 ] [ 74 ] |
| 4  | «Ночь ужасов Николы Теслы» | 19 января 2020     | 4,04            | 6               | 1,16                      | 28                        | 5,201                | 5,795                     | 79            | [ 3 ] [ 71 ] [ 75 ] |
| 5  | «Беглец джудунов»          | 26 января 2020     | 4,21            | 6               | 1,36                      | 23                        | 5,573                | 6,114                     | 83            | [ 3 ] [ 71 ] [ 76 ] |
| 6  | «Праксей»                  | 2 февраля 2020     | 3,97            | 4               | 1,25                      | 28                        | 5,223                | 5,677                     | 78            | [ 3 ] [ 71 ] [ 77 ] |
| 7  | «Вы меня слышите?»         | 2 февраля 2020     | 3,81            | 7               | 1,09                      | 35                        | 4,895                | 5,412                     | 78            | [ 3 ] [ 78 ] [ 79 ] |
| 8  | «Призраки виллы Диодати»   | 16 февраля 2020    | 3,86            | 7               | 1,21                      | 31                        | 5,073                | 5,565                     | 80            | [ 3 ] [ 71 ] [ 80 ] |
| 9  | «Вознесение киберлюдей»    | 23 февраля 2020    | 3,71            | 8               | 1,28                      | 25                        | 4,987                | 5,551                     | 81            | [ 3 ] [ 71 ] [ 81 ] |
| 10 | «Вечные дети»              | 1 марта 2020       | 3,78            | 7               | 0,91                      | 30                        | 4,694                | 5,173                     | 82            | [ 3 ] [ 71 ] [ 82 ] |
| —  | «Революция далеков»        | 1 января 2021      | 4,69            | 3               | 1,67                      | 10                        | 6,355                | 6,599                     | 79            | [ 3 ] [ 71 ] [ 83 ] |

### Критика
Двенадцатый сезон получил положительные отзывы критиков. На сайте-агрегаторе рецензий «Rotten Tomatoes» сезон имеет рейтинг одобрения 78 % и среднюю оценку 6,55 из 10 (на основе 179 рецензий критиков). Консенсус на сайте таков: «Двенадцатое появление „Доктора Кто“ добавляет желанные нотки Доктору Джоди Уиттакер и жуткие новые слои ужаса некоторым из самых страшных злодеев сериала». Сайт Metacritic подсчитал взвешенную среднюю оценку 80 из 100 по 4 отзывам о премьере сезона, отмечая «в целом положительные отзывы».
| Графики недоступны из-за технических проблем. См. информацию на Фабрикаторе и на mediawiki.org. - Сезон 12 (2020): Процент положительных отзывов на сайте Rotten Tomatoes |

### Награды и номинации
| Год  | Награда                     | Категория                                                  | Номинант(ы)                                      | Результат | Ссылки |
| ---- | --------------------------- | ---------------------------------------------------------- | ------------------------------------------------ | --------- | ------ |
| 2020 | BAFTA Cymru Awards          | Лучший режиссёр                                            | Ли Хейвен Джонс за «Спайфолл. Часть 2»           | Номинация | [ 86 ] |
| 2020 | BAFTA Cymru Awards          | Лучший монтаж                                              | Ребекка Тротман                                  | Победа    | [ 87 ] |
| 2020 | Critics Choice Super Awards | Лучшая актриса в научно-фантастическом/фэнтезийном сериале | Джоди Уиттакер                                   | Номинация | [ 88 ] |
| 2020 | Сатурн                      | Best Science Fiction Television Series                     | Doctor Who                                       | Номинация | [ 89 ] |
| 2020 | TV Choice Awards            | Лучшая семейная драма                                      | «Доктор Кто»                                     | Номинация | [ 90 ] |
| 2021 | Хьюго                       | Лучшая постановка, малая форма                             | Виней Патель и Крис Чибнелл за «Беглец джудунов» | Номинация | [ 91 ] |

## Саундтрек
48 саундтреков из этого сезона, написанные Сегуном Акинолой, были выпущены компанией Silva Screen Records на CD 3 апреля 2020 года. Двенадцать саундтреков из новогоднего спецвыпуска «Революция далеков» выпущены на цифровым платформах 2 января 2021 года, а 11 ноября 2022 года были выпущены на CD в виде бонусного диска как часть альбома «Series 13 — Flux».